# Saint-Silvain-Bas-le-Roc

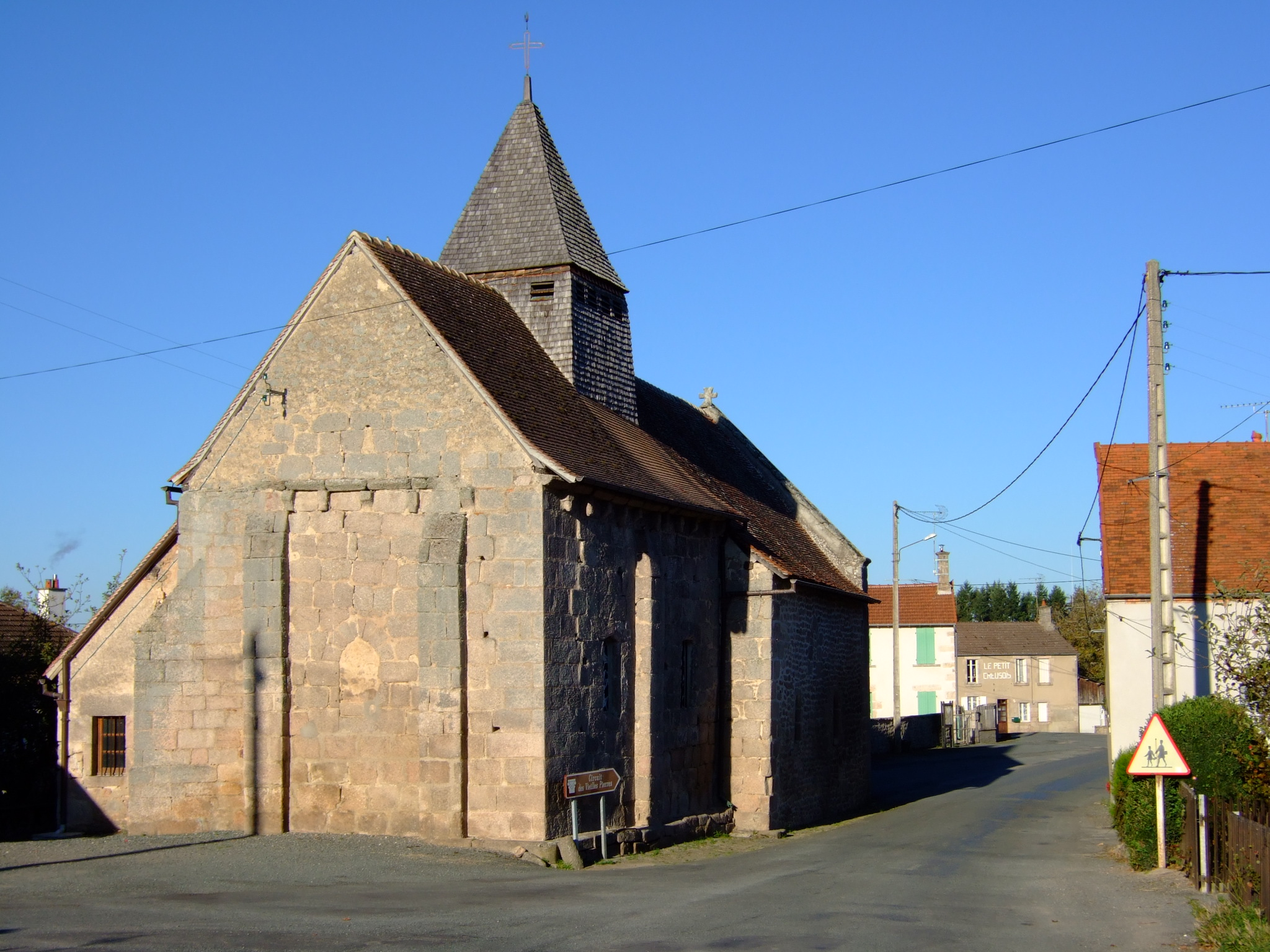
Kościół w Saint-Silvain-Bas-le-Roc (2006)

Saint-Silvain-Bas-le-Roc – miejscowość i gmina we Francji, w regionie Nowa Akwitania, w departamencie Creuse.
Według danych na rok 1990 gminę zamieszkiwało 527 osób, a gęstość zaludnienia wynosiła 34 osoby/km² (wśród 747 gmin Limousin Saint-Silvain-Bas-le-Roc plasuje się na 245. miejscu pod względem liczby ludności, natomiast pod względem powierzchni na miejscu 431.).

## Populacja

Populacja Saint-Silvain-Bas-le-Roc w latach 1962–2008